# Nossa Senhora da Conceição (Vila Real)
Nossa Senhora da Conceição ist ein Ort und eine ehemalige Gemeinde (Freguesia) im portugiesischen Kreis Vila Real. Die Gemeinde hatte 8866 Einwohner (Stand 30. Juni 2011).
Am 29. September 2013 wurden die Gemeinden Vila Real (Nossa Senhora da Conceição), Vila Real (São Pedro) und Vila Real (São Dinis) zur neuen Gemeinde União das Freguesias de Vila Real (Nossa Senhora da Conceição, São Pedro e São Dinis), die seit 2015 den Namen Freguesia de Vila Real führt, zusammengeschlossen.